# Negrobovia flavihalteralis
Negrobovia flavihalteralis är en tvåvingeart som beskrevs av Daniel J. Bickel 1994. Negrobovia flavihalteralis ingår i släktet Negrobovia och familjen styltflugor. Inga underarter finns listade i Catalogue of Life.